# Torocca pollinosa
Torocca pollinosa là một loài ruồi trong họ Tachinidae.